# L 745-46
L 745-46 is een tweevoudige ster met een spectraalklasse van DZ en DZ. De ster bevindt zich 29,83 lichtjaar van de zon.